# Asteroid Koronis

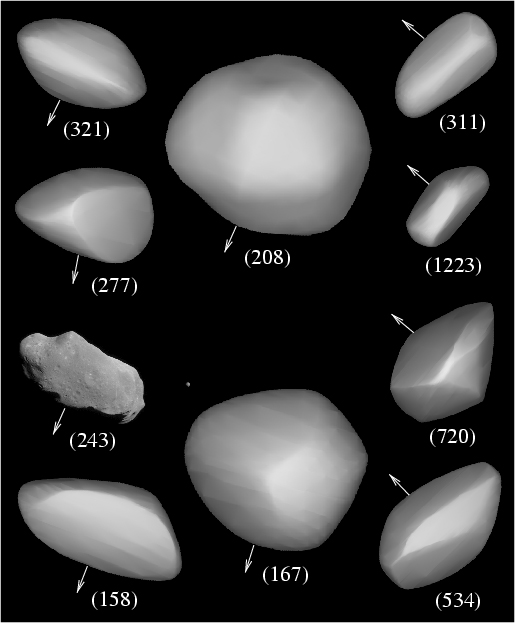
Familia Koronis, compilaţie a NASA, cf. Spins on Koronis asteroids

Asteroizii Koronis sunt o familie de asteroizi din centura principală situată între Marte și Jupiter. 

## Denumirea familiei
Familia acestor corpuri cerești poartă numele primului membru descoperit, asteroidul Koronis, la 4 ianuarie 1876.

## Formare
Se crede că s-au format în urmă cu mai puțin de 2.000.000.000 de ani, într-o coliziune catastrofală dintre două corpuri mai mari. Cel mai important membru al acestei familii de asteroizi are diametrul de circa 41 de kilometri. Familia Koronis se deplasează într-un roi, pe o orbită comună. Au fost descoperiți peste 300 de asteroizi din această familie, însă doar 20 dintre ei au diametrul mai mare de 20 de kilometri.

## Survolată de Sonda spațială Galileo
La 28 august 1993 Sonda spațială Galileo s-a apropiat de asteroidul 243 Ida, membru al acestei familii și l-a fotografiat.

## Membrii cei mai importanți ai familiei Koronis
| Numele | Numele     | Diametrul mediu (km) | Semiaxa majoră (u.a.) | Înclinația față de ecliptică (°) | Excentricitatea orbitală | Descoperirea (anul) |
| ------ | ---------- | -------------------- | --------------------- | -------------------------------- | ------------------------ | ------------------- |
| 158    | Koronis    | 35.4                 | 2.867                 | 1.00                             | 0.057                    | 1876                |
| 167    | Urda       | 39.9                 | 2.855                 | 2.21                             | 0.035                    | 1876                |
| 208    | Lacrimosa  | 41.0                 | 2.895                 | 1.751                            | 0.015                    | 1879                |
| 243    | Ida        | 31.3                 | 2.861                 | 1.138                            | 0.046                    | 1884                |
| 263    | Dresda     | 23.0                 | 2.886                 | 1.314                            | 0.079                    | 1886                |
| 277    | Elvira     | 27.0                 | 2.887                 | 1.156                            | 0.089                    | 1888                |
| 311    | Claudia    | 24.0                 | 2.897                 | 3.225                            | 0.008                    | 1891                |
| 321    | Florentina | 27.0                 | 2.886                 | 2.594                            | 0.043                    | 1891                |
| 534    | Nassovia   | ?                    | 2.884                 | 3.277                            | 0.057                    | 1904                |
| 720    | Bohlinia   | ?                    | 2.888                 | 2.359                            | 0.014                    | 1911                |
| 1223   | Neckar     | ?                    | 2.8690752             | 2.55052                          | 0.0605204                | 1931                |
| 9908   | Aue        | ?                    | 2.900                 | 2.68                             | 0.0355                   | 1971                |
| 5033   | Mistral    | 9                    | 2,9225781             | 2,51067                          | 0,0487435                | 1990                |